# Berthouville
Berthouville település Franciaországban, Eure megyében. Lakosainak száma 336 fő (2022. január 1.). Berthouville Boisney, Boissy-Lamberville, Hecmanville, Morsan és Plasnes községekkel határos.

## Népesség
A település népességének változása:
| Lakosok száma | 280  | 236  | 233  | 284  | 303  | 306  | 312  | 327  | 327  | 336  |
|               | 1968 | 1982 | 1990 | 2006 | 2013 | 2015 | 2017 | 2019 | 2020 | 2022 |